# Ballston Spa (New York)
Ballston Spa település az USA New York államában, Saratoga megyében, melynek megyeszékhelye is. Lakosainak száma 5111 fő (2020. április 1.).

## Népesség
A település népességének változása:

| 2010 | 5 409 |
| 2020 | 5 111 |